# Corzé
Corzé ist eine französische Gemeinde mit 1.982 Einwohnern (Stand: 1. Januar 2022) im Département Maine-et-Loire in der Region Pays de la Loire. Sie gehört zum Arrondissement Angers und zum Kanton Angers-6. Die Einwohner werden Corzéens genannt.

## Geographie
Corzé liegt etwa 15 Kilometer nordöstlich von Angers in der Landschaft Anjou am Loir, der die nordwestliche Gemeindegrenze bildet. Nachbargemeinden von Corzé sind
- Montreuil-sur-Loir im Norden und Nordwesten,
- Seiches-sur-le-Loir im Norden und Nordosten,
- Marcé im Nordosten,
- Jarzé Villages im Osten,
- Loire-Authion und Sarrigné im Süden,
- Rives-du-Loir-en-Anjou mit Villevêque im Westen und Soucelles im Nordwesten.

Im Gemeindegebiet liegt das Autobahndreieck der Autoroute A11 mit der Autoroute A85.

## Bevölkerungsentwicklung
| Jahr                       | 1962 | 1968 | 1975 | 1982 | 1990 | 1999 | 2006 | 2018 |
| Einwohner                  | 1209 | 1158 | 1252 | 1265 | 1365 | 1520 | 1581 | 1866 |
| Quellen: Cassini und INSEE |      |      |      |      |      |      |      |      |

## Sehenswürdigkeiten
- Dolmen du Bois de la Pidoucière, Monument historique seit 1984
- Kirche Saint-Germain aus dem 11. Jahrhundert
- Reste des Zisterzienserklosters Chaloché von 1129, seit 1973 Monument historique
- Schlossruine von Ardannes aus dem 14. Jahrhundert

Siehe auch: Liste der Monuments historiques in Corzé

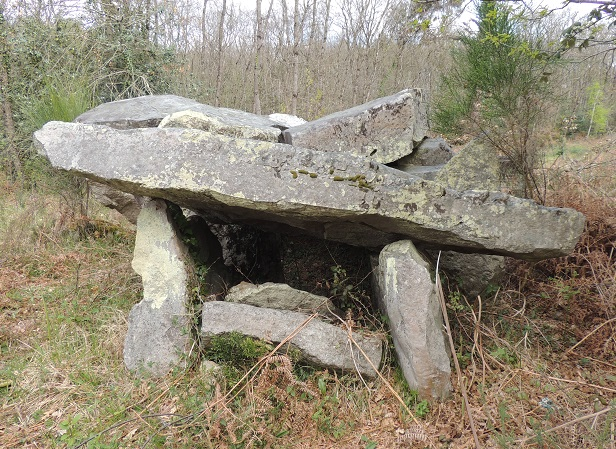
Dolmen
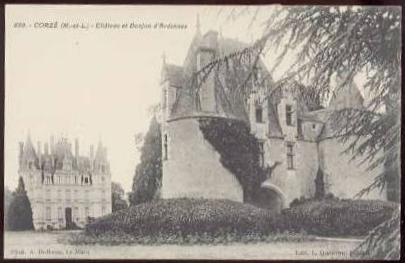
Reste des Schlosses Ardannes